# マグネトー

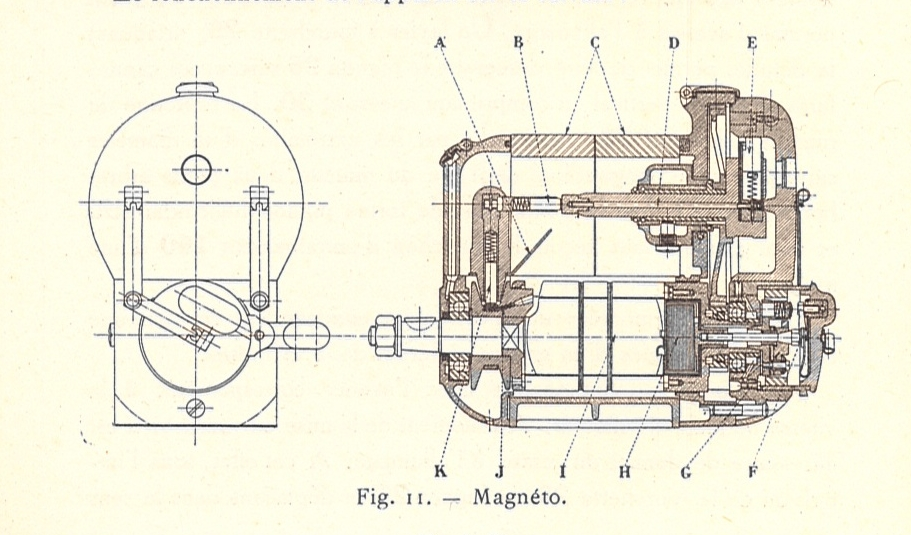
ルノー 190馬力 航空エンジン用マグネトー

マグネトー（英: magneto）は、永久磁石を用いて高電圧の交流電気を発電する機構で、内燃機関の点火装置を構成する部品の一つとして点火プラグへの点火電圧を供給するためにも用いられる。なお、発電装置に対する名称のため磁石のマグネット（英: magnet）とは異なり「マグネトー」が正確な日本語発声である。

## 概要
マグネトーは、内燃機関の点火装置として利用されるほか、自転車や自動車のホイールに取り付けて照明装置への電力供給にも用いられている。ホイールに取り付けるマグネトー式の発電機はホイールの回転力を用いて発電するため、ホイールが回転中のみ照明装置を発光させる。

## 歴史
マグネトーを始めとする高圧磁石発電機を最初に考案したのは Andre Boudeville であったが、彼の設計ではコンデンサの概念が無く、実用性に乏しい物であった。その後、フレデリック・リチャード・シムスがロバート・ボッシュと共同で実用的なマグネトーを開発した。
火花点火機関の点火装置としては1899年、ゴットリープ・ダイムラーが開発した「ダイムラー・フェニックス」にて初めて用いられた。その後、ベンツ、Mors、Turcat-Mery、Nesseldorfなどの黎明期の自動車メーカーは次々にマグネトー式の点火装置を採用した。1902年にドイツのボッシュはダブルコイル式マグネトーを開発し、1903年に実用的な点火プラグが登場したことで完成された。1918年に鉛蓄電池と点火コイルを用いた低圧バッテリー式点火装置が出現した後も主に小型内燃機関の点火装置として広く用いられ続けた。
また、マグネトーは電気医療器具として幾つかの精神医学でも用いられた。フランスの医師、Duchenne は1850年に磁石を用いた発電機を発明し、医療の分野で用いていたという。

## エンジンの点火装置

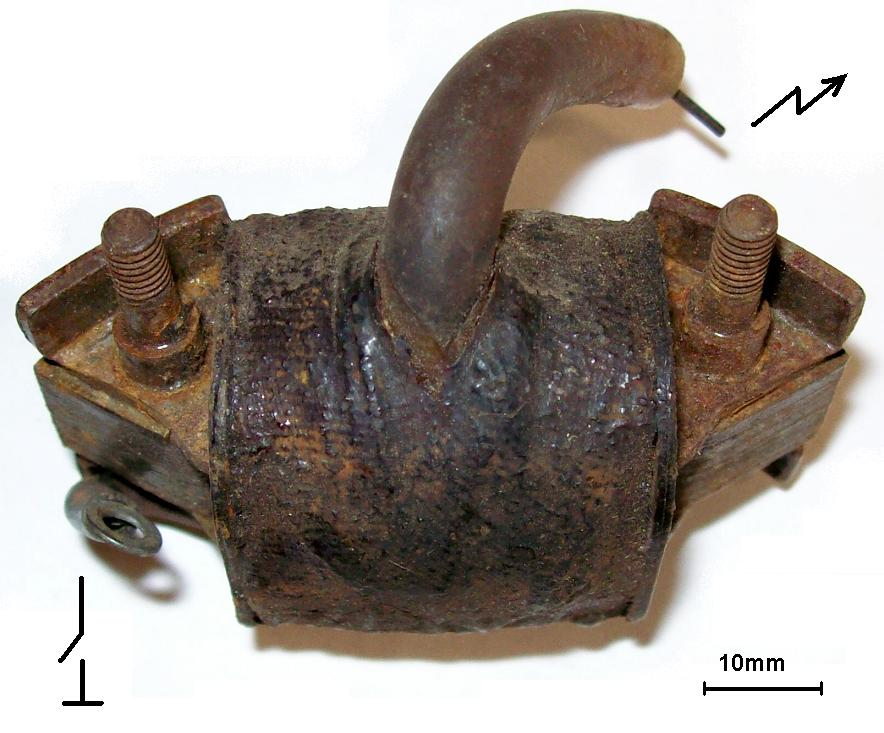
マグネトーと点火コイル

マグネトーを用いた点火装置はマグネトー式点火装置あるいは磁気点火方式と呼ばれ、バッテリーを搭載しなくても点火プラグに電源を供給できるため、機器の重量を軽くすることができる。こうした利点から、草刈機やチェーンソーなど内燃機関を動力源とする可搬式の作業機械や、オフロードレース用のオートバイなどで広く用いられている。
マグネトーの内「シャトル式」と呼ばれるタイプは、2つの磁石に挟まれたコイルを回転させて発電を行う。「インダクタ式」のマグネトーの場合はシャトル式とは逆に、コイルは静止したままで磁石が回転することで発電を行う。いずれも今日でも用途に応じて使い分けられている。
マグネトーで発電された電力は点火コイルに送られて点火用の電気として使用される。この時エンジンが1回転すると、カムシャフトはコンタクトブレーカーを必ず1回以上断続するようになっている。コンタクトブレーカーの断続により、点火コイル内部の一次コイル（ソレノイド）の電流が断続され、ファラデーの電磁誘導の法則に従って二次コイル（高電圧コイル）内に電圧が誘起される。コンタクトブレーカーが開く時、コンタクトポイントにはアーク放電が発生するため、この放電を抑制するためにコンデンサが設置される。
二次コイルは一次コイルと同じ鉄芯を共有しながらも、より多くの巻数を持っており、変圧器として作用している。この一次コイルと二次コイルの巻数比は、電圧の増幅率に大きな影響を与える要素となる。巻数比が大きくなればなるほど、増幅量が大きくなる。
近代のマグネトー点火装置では電気的なロスの大きいコンタクトブレーカーに代わって、イグナイターを持つフルトランジスタ式ディストリビューターやCDI式の点火装置と組み合わされ、より効率と信頼性が増すようになった。
点火電圧を鉛電池からの供給に頼るバッテリー点火方式よりも信頼性が高いことから、航空用エンジンでも最も一般的に使用されている。

### 航空エンジンのツインマグネトー
マグネトーはバッテリーなどの他のエネルギー源を必要としないので、コンパクトで自己充足性と信頼性の高い点火システムを構築できる。そのため、現在でも航空用レシプロエンジンではマグネトーによる点火システムが広く用いられている。
マグネトー式点火装置を備える航空エンジンは、通常2系統のマグネトーと1シリンダー当たり2つの点火プラグを持ち、エンジン性能を向上しながら故障に備えた冗長性を確保している。2つの点火プラグは燃焼室内に2か所の異なった位置に火炎を発生させることができるため、シリンダー内の混合気が完全燃焼するまでの時間をより短縮することが可能となる。これにより、大排気量のシリンダーの場合でも火炎伝播の遅れによるノッキングを抑えられる。
2系統の点火装置を持つことはエンジンの燃焼効率を改善するだけでなく、オクタン価が低いガソリンでも利用できる。また、太平洋戦争（大東亜戦争）中の戦闘機用エンジンの場合、シリンダー1気筒当たりの排気量が大きかったため、重要なことであった。
大戦終結後、1970年代の排ガス規制対策として、いくつかのメーカーから航空エンジンの概念と同じツインプラグ式のエンジンが発売されたこともあったが、点火装置そのものの性能が大幅に向上した現在ではこうしたエンジンは少数派となっている。

### 自動車でのツインプラグ
いくつかの旧式の高級車には2本の点火プラグの内、片方はマグネトー式点火装置で点火され、もう片方はオルタネーターとバッテリーを主電源とするバッテリー式点火装置で点火される構成のツインプラグを持つものがあった。コスト増大を最小限に抑え、信頼性を損なわない手法が模索された結果、こうした方式が生み出された。一組のマグネトーと点火プラグで構成するよりは信頼性が高いと期待されたが、実際には現代ほど点火時期の制御が精確ではなかったため、マグネトー点火とバッテリー点火の点火時期がごく僅かにずれる不具合が発生しやすかった。この不具合は高回転時に特に問題になりやすく、航空エンジンとしては早期に廃れる原因となった。
自動車用ガソリンエンジンの場合はバッテリー点火装置が主体となって点火時期が決定され、マグネトー式点火装置はあくまでも補助的な位置付けであった。そのため、後にバッテリー式点火装置の制御技術が向上し、装置全体の性能が向上すると、ツインプラグ式のエンジンであってもマグネトーが点火システムの補助系統として搭載されることはほとんどなくなった。近代的な設計のエンジンは、これらのツインプラグシステムが用いられていた時代のエンジンよりもシリンダー容積が小さく、効率的な燃焼室とバルブ配置を持っている。こうした高効率のシリンダーヘッドは燃焼室の廃熱の効率化に寄与し、吸排気の流れがスワールや乱流を意図的に引き起こすように設計されているため、かつてのように、オクタン価の低いガソリンでも確実に動作することを目的としたツインプラグは必要とされなくなった。

## 手動式電話機

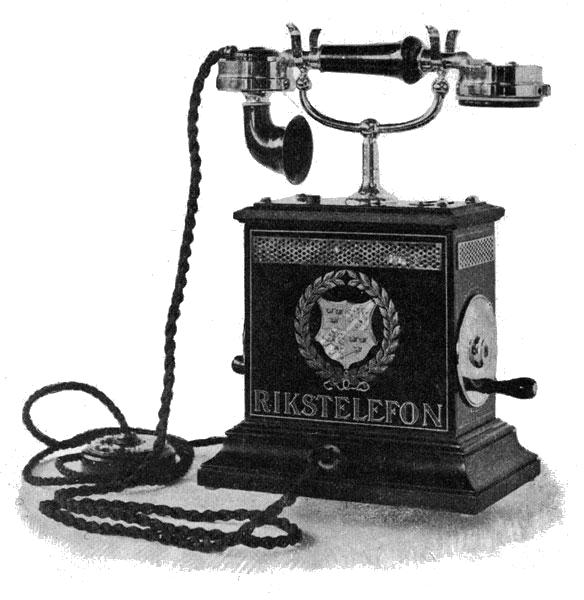
1896年のスウェーデンの電話機。右側にマグネトー発電機のクランクハンドルが存在する。

黎明期の手動式電話機の多くは、使用者の手で発電するためのマグネトー式発電機を持っていた。こうした電話機は主に電気が引かれていない地域や配電事情が極度に悪い地域などで、交換台で待機する電話交換手を呼び出すベルを鳴らす高電圧を得るために用いられた。クランクを回して交換手を呼び出した後の通常の通話は、電話機に内蔵された亜鉛-炭素電池の電気で賄われた。日本では磁石式電話機と呼ばれる。
なお、軍用で現在も用いられる有線電話機には現在でもこの構造の物が採用されている。古くは太平洋戦争中のアメリカ軍が用いていたEE-8型野戦電話機（Field telephone）や、旧日本陸軍が採用していた九二式野戦電話機、現在の陸上自衛隊が用いる70式野外電話機 JTA-T1が代表例として挙げられる。
日本の一般加入回線においては2002年まで日本電信電話が4号磁石式電話機を加入者向けに貸し出していた。ただし、1979年の完全自動化を以って局給電のない一般加入回線は廃絶されており、事実上、着信専用の共電式電話機として使われていた。→黒電話